# نهنگ آبی کوتوله
نهنگ آبی کوتوله (Balaenoptera musculus brevicauda) زیرگونه‌ای از نهنگ آبی (Balaenoptera musculus) است که در اقیانوس هند و جنوب اقیانوس آرام یافت می‌شود.
با رسیدن به طول تا ۲۴ متر (79 فوت) کوچکتر از سایر زیرگونه‌های رایج شناخته‌شده، B. m. musculus و B. m. intermedia، اولی به ۲۸ رسید متر (۹۲ فوت) و دومی ۳۰ متر (۹۸ فوت)، از این رو نام رایج آن کوتوله است.

## نمونه‌ها
- MNZ MM002191، جمع‌آوری‌شده از جزیره Motutapu، خلیج هاوراکی، نیوزیلند، سپتامبر ۱۹۹۴، اکنون در مجموعه Te Papa.[۴]
- جمجمه، جمع‌آوری‌شده از کالدونیای جدید، اکنون در موزه دریایی کالدونیای جدید.[۵]

## وضعیت حفاظت
نهنگ آبی کوتوله توسط یادداشت تفاهم برای حفاظت از سزارین و زیستگاه آنها در منطقه جزایر اقیانوس آرام (Pacific Cetaceans MOU) پوشش داده شده‌است.
جمعیت جدیدی از نهنگ‌های آبی کوتوله در سال ۲۰۱۷ با کمک آشکارسازهای بمب هسته‌ای در اقیانوس هند کشف شد. جمعیت چاگوس قبلاً با آهنگ منحصر به فردشان ناشناخته بودند.